# به‌خاطر عشق میبل
به‌خاطر عشق مِـیبل (انگلیسی: For the Love of Mabel) یک فیلم کوتاه کمدی به کارگردانی هنری لرمن است که در سال ۱۹۱۳ منتشر شد.

## گزیدهٔ بازیگران
- راسکو آرباکل
- میبل نورماند
- فورد استرلینگ